# 291 (szám)
A 291 (római számmal: CCXCI) egy természetes szám, félprím, a 3 és a 97 szorzata.

## A szám a matematikában
A tízes számrendszerbeli 291-es a kettes számrendszerben 100100011, a nyolcas számrendszerben 443, a tizenhatos számrendszerben 123 alakban írható fel.
A 291 páratlan szám, összetett szám, azon belül félprím, kanonikus alakban a 31 · 971 szorzattal, normálalakban a 2,91 · 102 szorzattal írható fel. Négy osztója van a természetes számok halmazán, ezek növekvő sorrendben: 1, 3, 97 és 291.
Huszonegyszögszám.
A 291 négyzete 84 681, köbe 24 642 171, négyzetgyöke 17,05872, köbgyöke 6,62671, reciproka 0,0034364. A 291 egység sugarú kör kerülete 1828,40692 egység, területe 266 033,2075 területegység; a 291 egység sugarú gömb térfogata 103 220 884,5 térfogategység.
A 291 helyen az Euler-függvény helyettesítési értéke 192, a Möbius-függvényé 1, a Mertens-függvényé −7.

## A szám a kultúrában
Alfred Stieglitz 1905-ben 291 néven galériát nyitott, 1915-ben  291 néven folyóiratot indított.